# Токсичні метали
Токси́чні мета́ли — група металів, які здатні викликати порушення фізіологічних функцій організму, в результаті чого можуть проявлятись симптоми інтоксикації (захворювання), у випадку тривалої інтенсивної дії можуть провокувати загибель організму.
Токсичні метали потрапляють до навколишнього середовища здебільшого у формі солей або оксидів і можуть зберігатися невизначену кількість років, мігруючи у різні геосфери, потрапляючи в організм людини та повільно отруюючи його. Небезпека токсичних металів полягає в тому, що вони здатні накопичуватися. Тому норми гранично допустимих концентрацій можуть виявитися незастосовуваними для них.

## Перелік токсичних металів
(У переліку ступінь токсичності елементів спадає)

### Перший клас небезпеки
- Кадмій
- Ртуть
- Свинець
- Талій

### Другий клас небезпеки
- Кобальт
- Нікель
- Залізо
- Мідь
- Цинк